# MV Kaitawa
El MV Kaitawa fue un buque carbonero de 2.485 toneladas propiedad de la Union Steamship Company. Se hundió con toda su tripulación el 24 de mayo de 1966 cerca del cabo Reinga, en Nueva Zelanda.

## Hundimiento
El Kaitawa zarpó con 29 tripulantes desde Westport bajo el mando del capitán George R Sherlock a las 13.15 horas del 21 de mayo de 1966 con un cargamento de 2.957 toneladas de carbón. Se dirigía a la fábrica de cemento Portland en Whangārei vía Cabo Norte. Su partida se había retrasado porque el segundo oficial, RP Oakton, sufrió apendicitis la noche anterior y un oficial de reemplazo, MG Jenkins, había sido trasladado en avión.
A las 20:00 horas del 24 de mayo, el oficial de guardia del carguero MV Cape Horn de la Lyle Shipping Co. avistó al Kaitawa a unas cinco millas (8,0 km) al oeste del extremo norte del banco Pandora. El mar estaba agitado y había un fuerte vendaval del oeste de 35 nudos (65 km/h; 40 mph). El barco chocó contra el banco Pandora alrededor de las 21:00 horas. Su bodega se rompió y la carga de carbón suelto se desplazó, lo que provocó que volcara y se hundiera con toda la tripulación.
Su último mensaje a las 21.18 fue:

Posición (faltan algunas palabras) 10 millas Cabo Reinga rumbo 035 (falta una palabra) 30 grados Requiero asistencia inmediata.

Al recibir el mensaje, el Cape Horn comenzó a desandar su camino hacia donde se pensaba que se encontraba el Kaitawa. A las 23.50 horas, una bengala roja avistó un rumbo de 23 grados y se encontraba a entre cinco y diez millas (8,0 y 16,1 km) del Cabo de Hornos, pero debido a la proximidad al Banco Pandora y al mar agitado, la búsqueda se suspendió hasta el amanecer. A las 11.25 horas del 25 de mayo, un hidroavión Sunderland del Escuadrón Nº 5 de la RNZAF avistó una mancha de petróleo a aproximadamente una milla (1,6 km) al norte del Banco Pandora y restos del naufragio que se desplazaban hacia la costa. La mayoría de los restos llegaron a la orilla en Twilight Bay (Te Paengarehia). La búsqueda fue continuada por el HMNZS Kiama, al que se unieron el Kweichow de la línea naviera de Hong Kong y el carbonero Kaiapoi el 27 de mayo.
El naufragio se localizó a 24 brazas (144 pies; 44 m) y sin su superestructura ni carga. Su posición fue fijada en 246 grados verdaderos y 4,77 millas (7,68 km) del faro de Cabo Reinga el 8 de junio por el HMNZS Tui. Se recuperó un cuerpo que apareció en Ninety Mile Beach.
En respuesta al desastre se creó el fondo de ayuda de Kaitawa , cuyo presidente es el concejal de la ciudad de Auckland y ex oficial de la Marina Real, George Forsyth.